# Tăng Chủ

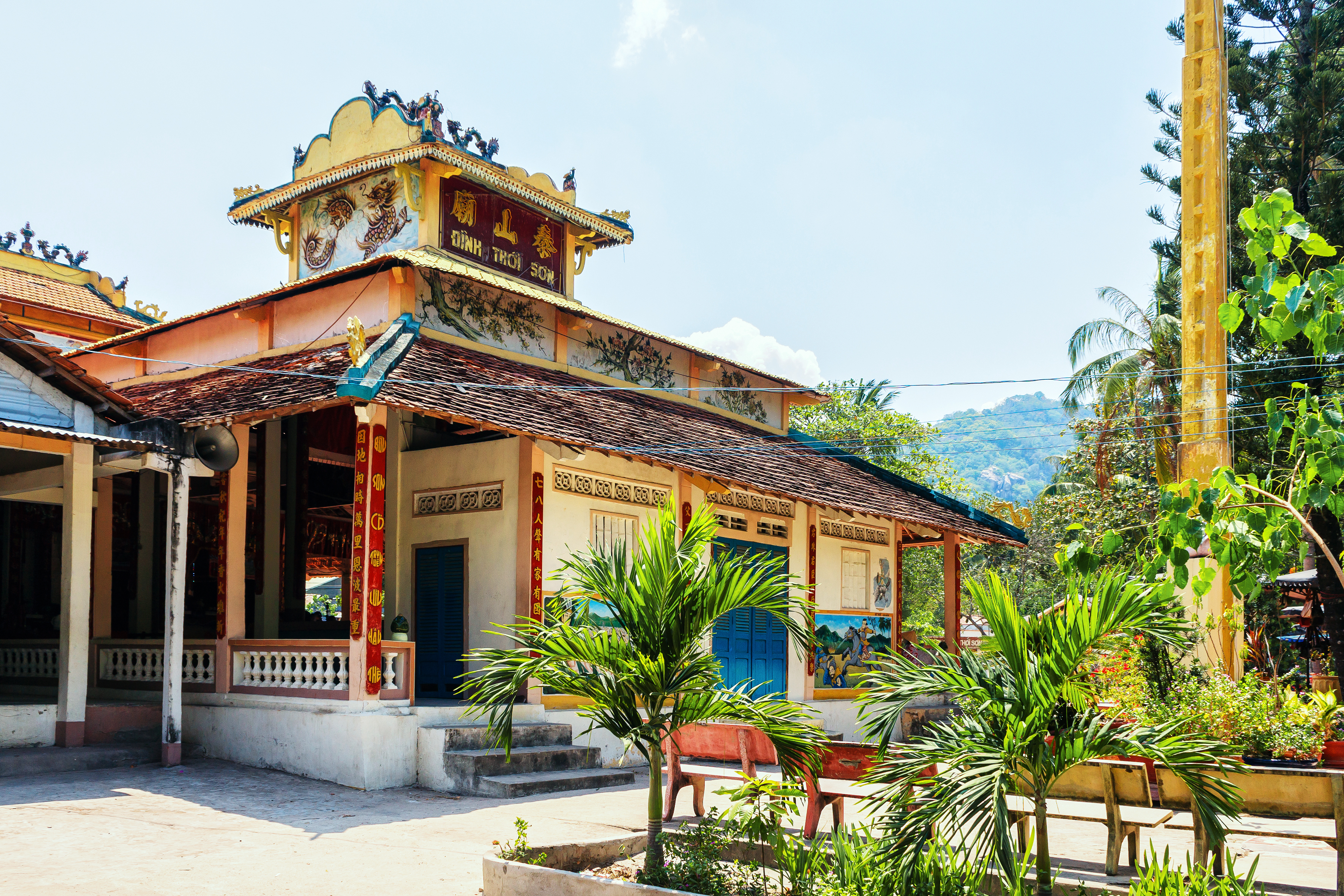
Đình Thới Sơn do Bùi Thiền Sư tạo lập, để làm nơi thờ phụng và nơi tu

Tăng Chủ, tên thật là Bùi Đình Thân, không biết năm sinh năm mất, chỉ biết ông sống nửa cuối thế kỷ 19. Tuy có tên thật, nhưng từ khi ông làm đệ tử Đoàn Minh Huyên (tức Phật Thầy Tây An, gọi tắt là Phật Thầy), và được ban cho đạo hiệu là Bùi Thiền Sư, thì cái tên thật kia ít ai còn nhớ đến. Sau này, khi được thầy giao việc coi sóc trại ruộng tại chân núi Két, ông còn được gọi là Tăng Chủ (theo nghĩa ông sư làm chủ trại ruộng), và đây chính là cái tên còn được gọi cho đến hôm nay.
Ông là người có công phát triển giáo phái Bửu Sơn Kỳ Hương và là người có công khai phá sơn lâm, lập nên hai làng là Hưng Thới và Xuân Sơn mà sau này hợp thành xã Thới Sơn, thị xã Tịnh Biên, tỉnh An Giang, Việt Nam.

## Một số thông tin
Tăng Chủ không có vợ con. Về sau ông xin một đứa trẻ, con của người em, về làm con nuôi, đó là ông Đình Tây.
GS. Nguyễn Văn Hầu mô tả:Tướng mạo ông cao lớn, miệng rộng, tay dài, tiếng nói sang sảng mà tâm tính bao giờ cũng thuần hậu.
Và khi Phật Thầy dựng lên cái trại ruộng ở Hưng Thới, thì người ta đã thấy ông Tăng Chủ có mặt bên thầy đầu tiên. Kể từ đó, ông là người thay thầy truyền đạo, phát phù trị bịnh, chiêu nạp dân cư và cùng với hai ông là Đình Tây và Phạm Văn Lăng tổ chức việc "phá lâm, lập làng".
Năm 1859, sau khi Phật Thầy mất ba năm, nhân có sự bất đồng ý kiến với ông Lăng, ông bèn trở lại làng Xuân Sơn lập một ngôi Tam Bảo (nay là đình Thới Sơn) rồi cùng với người con nuôi là Đình Tây về nơi đó hành đạo.
Tăng Chủ mất tại đình Thới Sơn vào ngày 27 tháng 10 năm Mùi, thọ được trên 80 tuổi. Hiện nay mộ ông (mộ không đắp nấm) nằm cách đình khoảng trăm mét. Trên bia có ghi mấy dòng chữ:
Đại Nam quốc, An Giang tỉnh, Tịnh Biên phủ, Qui Đức tổng, Thới Sơn thôn.
Nguyên Tăng chủ Bùi Thiền Sư, hưởng thượng thọ.
Mùi niên, thập nguyệt, nhị thập thất nhật chi chung.

## Giai thoại

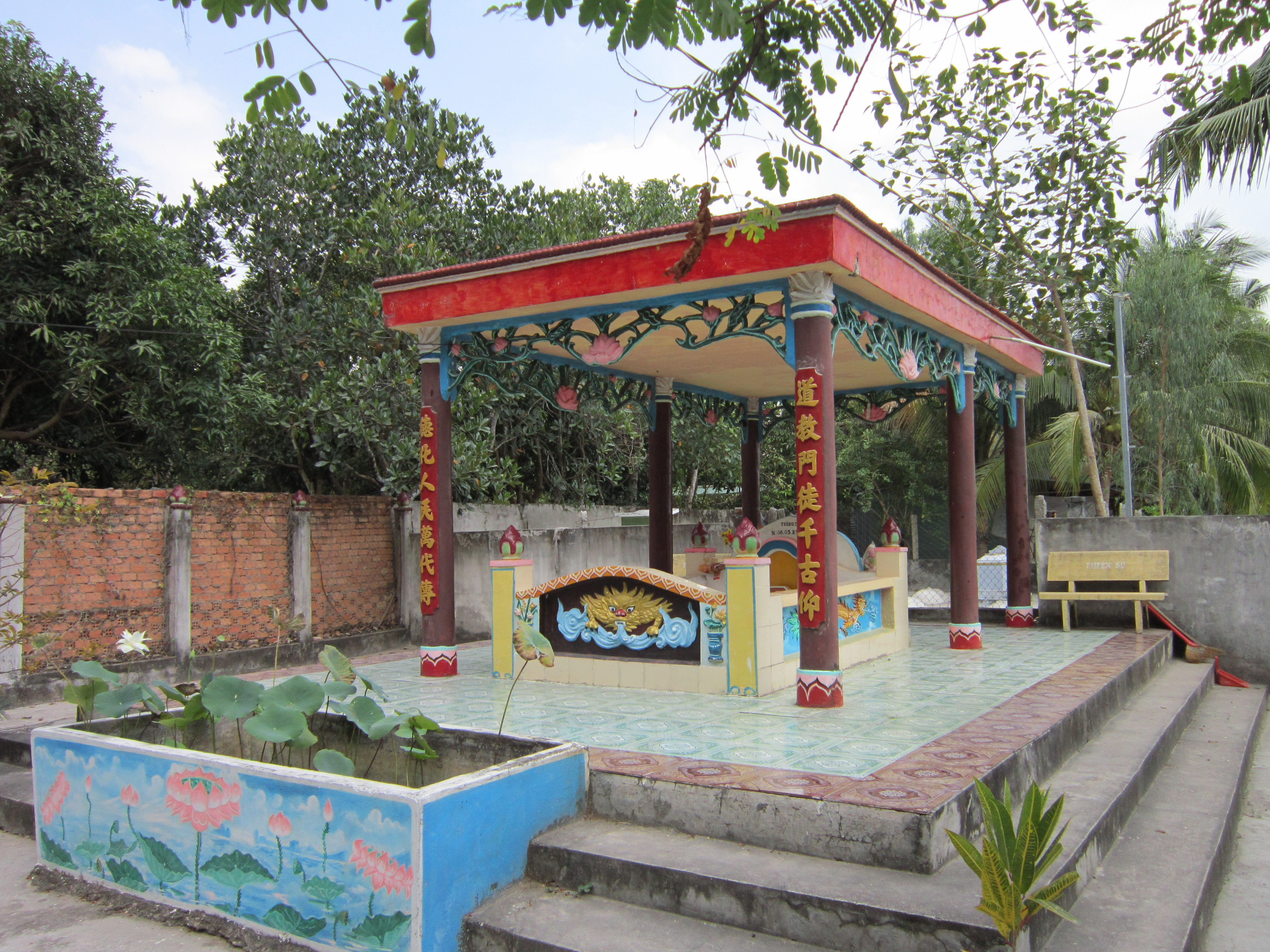
Mộ Bùi Thiền Sư

Nhiều người dân nơi ở xã Thới Sơn cho biết, lúc bấy giờ quanh núi Két hãy còn rừng rậm nên thú dữ rất nhiều.
Tương truyền, theo hai nguồn tham khảo ghi bên dưới, thì một hôm ông Tăng Chủ đi thăm ruộng về, trong khi trời nhá nhem tối, ông trông thấy một con hổ lớn nằm bên vệ đường. Thấy ông, hổ đứng dậy há miệng rồi tỏ vẻ đau đớn lắm. Ông Tăng Chủ bèn hỏi: Chắc ngươi mắc xương phải không? 
Hổ gật đầu và đập đuôi. Liền khi ấy, ông Tăng Chủ co tay đấm mạnh vào cổ con thú, lập tức hổ khạc lên mấy tiếng rồi trong miệng văng ra một cục xương lớn. 
Hôm sau, ông Tăng Chủ thấy xác một con heo rừng nằm bên tự viện, do hổ đem đến để đền ơn cứu chữa. Hiện nay, bên đình Thới Sơn vẫn còn một cái miễu nhỏ thờ "ông hổ" ấy.